# Boulevard de la Seine
Le boulevard de la Seine est une voie publique de la commune de Nanterre, dans le département français des Hauts-de-Seine.

## Situation et accès
Ce boulevard passe par l'intersection de l'avenue Benoît-Frachon, de l'avenue de la Commune-de-Paris et du boulevard du Général-Leclerc, anciennement boulevard Thiers.

## Origine du nom

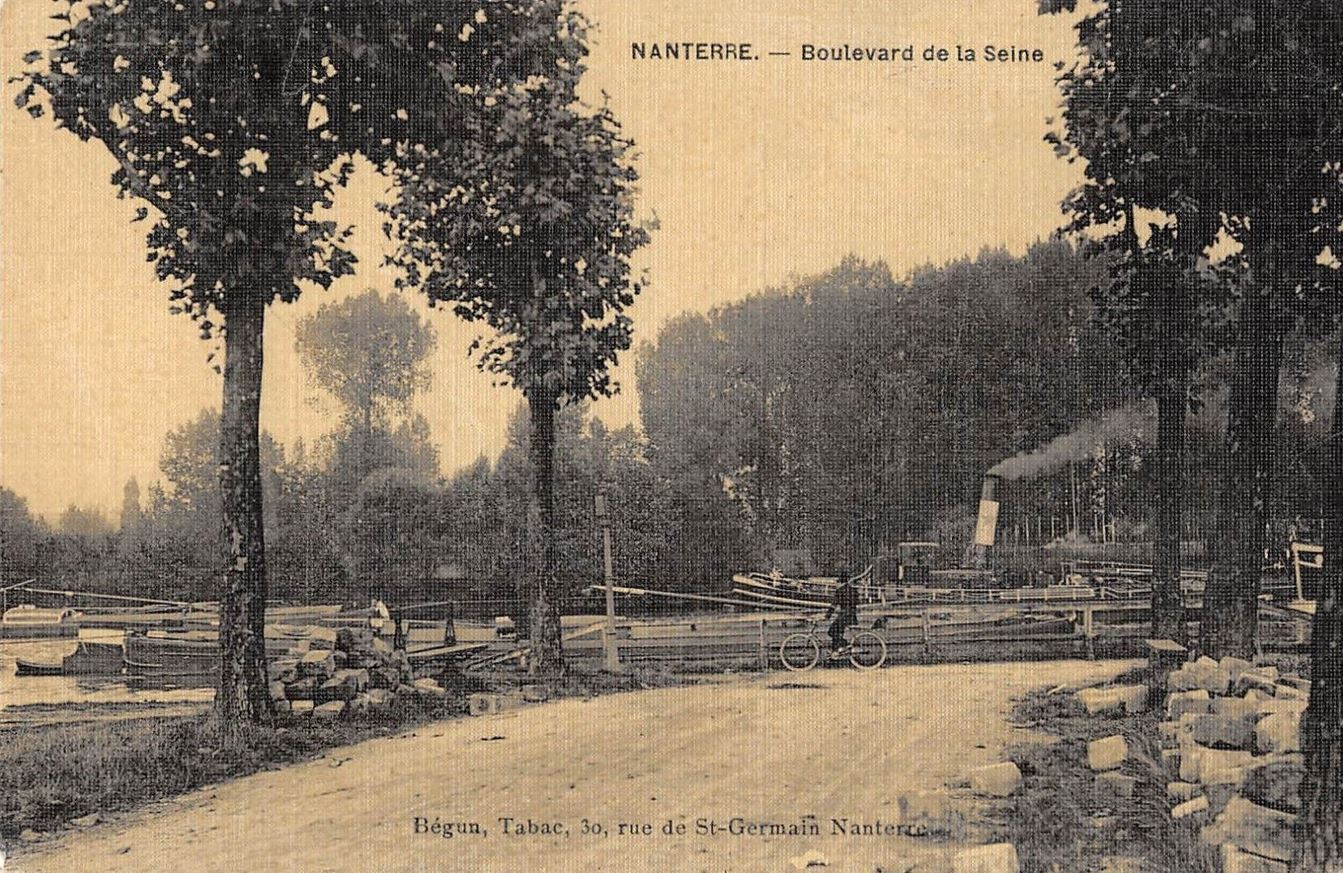
Le fleuve au boulevard de la Seine.

Menant directement à la Seine, elle a reçu cette appellation qui correspondait mieux aux évolutions urbaines de la ville. La variante boulevard de Seine a parfois été employée.

## Historique
Le plan cadastral de 1854 montre à cet endroit un chemin vicinal appelé « Chemin de Nanterre aux Prés » qui menait au chemin de halage de la Seine, à un abattoir et à divers lieudits : les petits prés, chemin aux vaches etc.. dont par exemple la rue des Prés, attenante, garde le souvenir. La création de la ligne de Paris-Saint-Lazare à Saint-Germain-en-Laye entraîna de nombreux réaménagements. Comme le chemin menait désormais à un lieu de baignade, il fut élargi, équipé de trottoirs et planté d'arbres. C'est à cette époque que son urbanisation fut entamée, dont subsistent de nombreuses bâtisses.
La crue de la Seine de 1910 le submergea complètement.
Il est aujourd'hui transformé en promenade.

## Bâtiments remarquables et lieux de mémoire

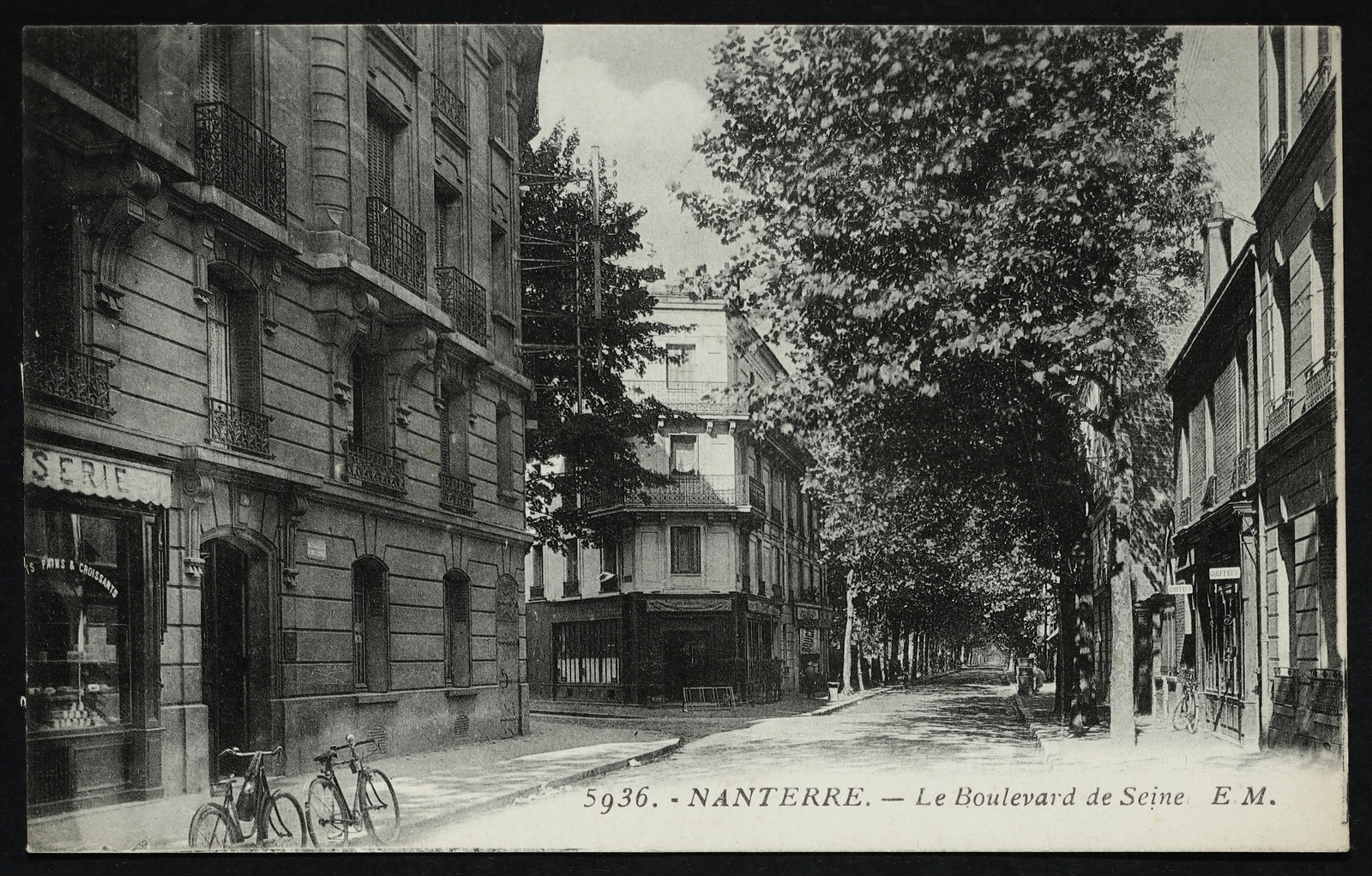
Boulevard de Seine, vers 1900.

- Gare de Nanterre-Ville, sur la ligne A du RER.
- Marché du Chemin-de-l'Île, sur la dalle du tunnel de Nanterre-La Défense.
- Jardin des Acacias.